# Everything She Wants
Singles de Wham!
Freedom
(1984) Last Christmas
(1984)
Everything She Wants est une chanson du duo de pop britannique Wham! parue sur leur deuxième album Make It Big. Écrite et produite par George Michael, elle est sortie le 30 novembre 1984 en double face A avec Last Christmas. Ce 45 tours se classe no 2 des ventes au Royaume-Uni, où il est certifié disque d'or avec 1 million d'exemplaires vendus.

## Thème
Everything She Wants raconte l'histoire d'un homme qui ne parvient plus à satisfaire les besoins matériels de sa partenaire. Elle lui annonce qu'elle est enceinte, mais pour lui, ce n'est qu'une source de pression supplémentaire.

## Histoire
Everything She Wants a été enregistré à Paris et à Londres après que quelques autres morceaux de Make It Big aient été terminés au studio Miraval dans le sud-est de la France.
Après la sortie du 45 tours, en fin novembre 1984, c'est l'autre chanson, Last Christmas, qui est la plus diffusée en raison des fêtes de Noël. Une fois les fêtes passées, Everything She Wants prend le relais sur les ondes des radios britanniques. Le single de Wham! se classe no 2 au Royaume-Uni, derrière Do They Know It's Christmas?, la chanson du groupe de charité Band Aid. Aux États-Unis, le double face A Last Christmas / Everything She Wants se classe no 1 du Billboard Hot 100.
Everything She Wants fait partie des chansons de Wham! que George Michael continue à interpréter sur scène après la séparation du groupe. Un remix de cette chanson est sortie en 1997 sous le titre Everything She Wants '97 pour promouvoir la compilation The Best of Wham!: If You Were There.

## Liste des titres
| A.  | Everything She Wants (Remix) | 5:31 |
| AA. | Last Christmas               | 4:05 |

| A.  | Everything She Wants (Remix) | 6:34 |
| AA. | Last Christmas (Pudding Mix) | 6:44 |

Une édition limitée de ce disque (WQTA 4949) inclut un calendrier pour l'année 1985.
| A1. | Everything She Wants (Remix) | 5:10 |
| B1. | Like a Baby                  | 4:12 |

| A1. | Everything She Wants (Remix) | 5:10 |
| B1. | Like a Baby                  | 4:12 |
| B1. | Message from Wham!           |      |

## Classements et certifications
| Classement (1984–1985)                    | Meilleure position |
| ----------------------------------------- | ------------------ |
| Afrique du Sud (Springbok Top 20)         | 5                  |
| Allemagne de l'Ouest (Media Control)      | 8                  |
| Australie (Kent Music Report)             | 7                  |
| Autriche (Ö3 Austria Top 40)              | 5                  |
| Belgique (Flandre Ultratop 50 Singles)    | 9                  |
| Canada (RPM Top Singles)                  | 1                  |
| Canada (RPM Adult Contemporary)           | 1                  |
| États-Unis (Hot 100)                      | 1                  |
| États-Unis (Adult Contemporary)           | 4                  |
| États-Unis (Hot Dance/Disco Club Play)    | 7                  |
| États-Unis (R&B/Hip-Hop Songs)            | 12                 |
| États-Unis (Hot Dance Music/Maxi-Singles) | 3                  |
| États-Unis (Cash Box Top 100)             | 1                  |
| France (SNEP)                             | 21                 |
| Islande (RÚV)                             | 1                  |
| Italie (Musica e dischi)                  | 9                  |
| Norvège (VG-lista)                        | 4                  |
| Nouvelle-Zélande (RMNZ)                   | 6                  |
| Pays-Bas (Nederlandse Top 40)             | 2                  |
| Pays-Bas (Nationale Hitparade)            | 2                  |
| Royaume-Uni (UK Singles Chart)            | 2                  |
| Suède (Sverigetopplistan)                 | 2                  |

| Classement (2016–17)                       | Meilleure position |
| ------------------------------------------ | ------------------ |
| Belgique (Wallonie Back Catalogue Singles) | 23                 |
| France (SNEP)                              | 105                |

| Classement (1984)              | Position |
| ------------------------------ | -------- |
| Pays-Bas (Nationale Hitparade) | 31       |

| Classement (1985)              | Position |
| ------------------------------ | -------- |
| Australie (Kent Music Report)  | 149      |
| Belgique (Flandre Ultratop)    | 96       |
| Canada (RPM)                   | 32       |
| États-Unis (Hot 100)           | 25       |
| États-Unis (Cash Box Top 100)  | 22       |
| Pays-Bas (Nederlandse Top 40)  | 65       |
| Royaume-Uni (UK Singles Chart) | 42       |

### Certifications
| Pays                                                                    | Certification | Ventes certifiées |
| ----------------------------------------------------------------------- | ------------- | ----------------- |
| Canada (Music Canada)                                                   | Or            | 50 000^           |
| États-Unis (RIAA)                                                       | Or            | 500 000^          |
| ^Mise en rayon selon la certification xNon précisé par la certification |               |                   |

## Historique de sortie
| Pays/Région | Date             | Format                     | Label(s) | Réf.   |
| ----------- | ---------------- | -------------------------- | -------- | ------ |
| Divers      | 30 novembre 1984 | - 45 tours - maxi 45 tours | - Epic   | [ 2 ]  |
| Royaume-Uni | 24 décembre 1984 | - 45 tours - maxi 45 tours | - Epic   | [ 37 ] |
| Canada      | mars 1985        | - 45 tours - maxi 45 tours | Columbia | [ 38 ] |
| États-Unis  | mars 1985        | - 45 tours - maxi 45 tours | Columbia | ,      |
| Japon       | 21 mars 1985     | - 45 tours - maxi 45 tours | Epic     | [ 5 ]  |